# 九眼独活
九眼独活（学名：Aralia cordata）是五加科楤木属的植物。又名食用土當歸。种名cordata意为心形的。

## 别名
土当归（中国药用植物志、中国高等植物图鉴）、食用楤木（经济植物手册）

## 形态
多年生大草本，被毛；根粗大；二至三回羽状复叶，卵形至卵状椭圆形小叶，有锯齿；夏季开白色花，由伞形花序集成大圆锥花序；紫黑色球形果实。

## 分布地域
分布于台灣、日本以及中国的广西省、福建省、安徽省、江西省、湖北省、江苏省等地，俄羅斯薩哈林島（庫頁島）上亦有分布，生长于海拔1,300米至1,600米的地区，常生于林荫下以及山坡草丛中，目前尚未由人工引种栽培。

## 中藥用法
九眼独活夏季开花，色白。根可入药，用途为强壮和祛风湿。
獨活: 味苦，性平。主治風寒所擊，金創，止痛，賁豚，癇痓，女子疝瘕。久服輕身耐老。一名羌活，一名羌青，一名護羌使者，生川谷。《神農本草經》
《神農本草經》認為，獨活﹑羌活二物不分，於是當時的醫者便產生了羌活是獨活的別名錯誤。李時珍之《本草綱目》則認為，獨活﹑羌活是一類二種，生於西羌的為羌活，生於其他地區的則為獨活。從作用上來看，羌活辛溫燥烈，發散力強，主治肌體表層游走全身﹑此起彼伏的丹毒及寒濕邪，因此，羌活長於治風寒在表的頭痛﹑身痛及人體上部之風濕症。而獨活的辛散力緩和，善於驅除潛伏在體內的風邪，又可除濕，所以多用於治療人體下腰膝筋骨間的風濕病，而且能兼治伏風頭痛。

## 其他用法
嫩枝叶可入菜。